# Сункар (Карагандинская область)
Сункар (каз. Сұңқар, до 2002 г. — Скобелевка) — село в Осакаровском районе Карагандинской области Казахстана. Административный центр сельского округа Сункар. Находится примерно в 32 км к юго-западу от районного центра, посёлка Осакаровка. Код КАТО — 355677100.

## История
Основано в 1908 г.

## Население
В 1999 году население села составляло 1137 человек (554 мужчины и 583 женщины). По данным переписи 2009 года, в селе проживало 618 человек (314 мужчин и 304 женщины).